# システムの復元
システムの復元（システムのふくげん、System restore）とは、Windowsを以前の状態に戻すWindows標準のユーティリティソフトウェアの1つである。Windowsの起動処理中にF8キーを押して表示されるメニューの中の「前回正常起動時の構成」とは少し異なる。Windows Me及びWindows XP以降のOSに搭載されている。

## 概要
システムは、システムに加えられた変更点を復元ポイントという形で記録している。システムに問題が発生したときには、過去の復元ポイントを選択し、その時点の状態に戻すことで、問題を解決できる可能性がある。復元ポイントは、システムに変更が加えられたときに、あるいは定期的に自動的に作成されるよう設定されている。ユーザーが任意の時点で作成することも可能である。また、復元操作それ自体を元に戻すこともできる。
システムの復元機能によって復元される情報は、システムに加えられた変更点以外にも影響を受けることがあるため、使い方によっては新たに予期しないトラブルを引き起こす可能性もある。